# Elias Howe
Elias Howe (Spencer, Massachusetts, 9 de julio de 1819-Nueva York, 3 de octubre de 1867) fue un inventor estadounidense, pionero en la creación de la máquina de coser, aunque no fuese su inventor (fue Walter Hunt).

## Biografía
Fue hijo del Dr. Elias Howe y Polly Howe (Bemis) en Spencer, Massachusetts. Pasó su infancia y su juventud en Massachusetts, donde trabajó de aprendiz en una fábrica textil en Lowell a comienzos de 1835. Tras el cierre de la fábrica debido al Pánico de 1837, se mudó a Cambridge, Massachusetts, para trabajar como mecánico en maquinaria de cardado, como aprendiz junto con su primo Nathaniel P. Banks. A partir de 1838, fue aprendiz en el taller de Ari Davis, un maestro mecánico en Cambridge que se especializó en la fabricación y reparación de cronómetros y otros instrumentos de precisión. Fue trabajando con Davis donde Howe se apoderó de la idea de la máquina de coser.
Aquí ya estaba tratando de construir una máquina de coser utilizable, la máquina de coser de dos hilos. Trabajó en la idea básica durante cinco años, dedicando casi todo su tiempo libre a ello, y luego logró 300 puntadas por minuto con esta máquina. En cambio, las costureras que trabajaban a mano solo conseguían 50 puntadas por minuto. Otros inventores ya habían construido máquinas con anterioridad, pero sus defectos técnicos y su elevado precio impidieron su uso industrial. La máquina de Howe también costó $300  , un precio bastante alto que los sastres no podían pagar. Además, la máquina de Howe solo manejaba puntadas rectas, todo lo demás aún tenía que coserse a mano.
En septiembre de 1846 se le concedió la primera patente de una máquina de coser. La patente fue denunciada ante los tribunales en la década de 1850, debido a que el invento pertenecía a Walter Hunt que lo había inventado anteriormente sin haberlo patentado. Lo que Howe realmente hizo fue perfeccionar y remodelar la máquina de coser.

## Invención de la máquina de coser y carrera

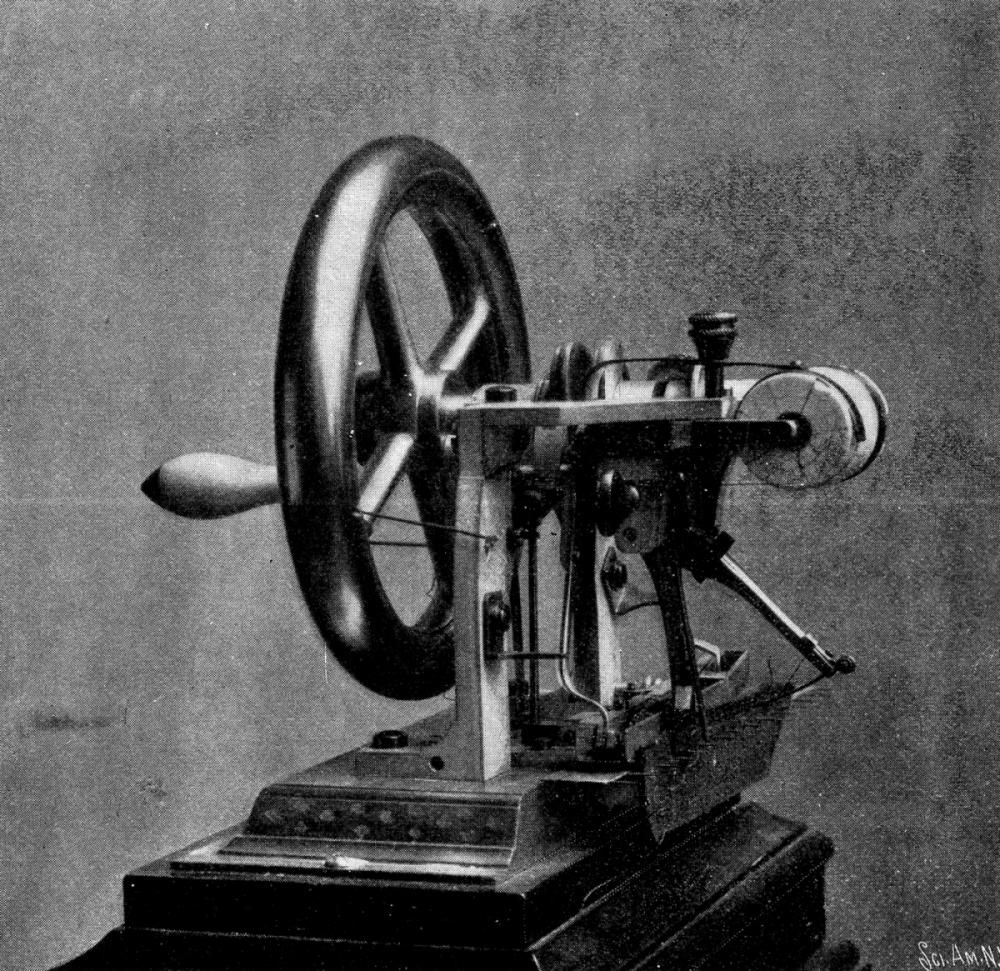
Máquina de coser de Howe

Howe no fue el primero en concebir la idea de una máquina de coser. Muchas otras personas habían formulado la idea de una máquina de este tipo antes que él, una ya en 1790, y algunas incluso habían patentado sus diseños y producido máquinas que funcionaban, en un caso al menos 80 de ellas. Sin embargo, Howe originó importantes perfeccionamientos de los conceptos de diseño de sus predecesores, y el 10 de septiembre de 1846 se le concedió la primera patente de Estados Unidos ( 4750) para una máquina de coser que utilizaba un diseño de pespunte. Su máquina contenía las tres características esenciales comunes a la mayoría de las máquinas modernas: una aguja con el ojo en la punta, una lanzadera que funcionaba debajo de la tela para formar la puntada de cierre y un alimentador automático.
Un relato posiblemente apócrifo de cómo se le ocurrió la idea de colocar el ojo de la aguja en la punta se recoge en una historia familiar de su familia materna:
Casi se mendigó a sí mismo antes de descubrir dónde debía situarse el ojo de la aguja de la máquina de coser. Es probable que haya muy pocas personas que sepan cómo surgió. Su idea original era seguir el modelo de la aguja ordinaria, y tener el ojo en el talón. Nunca se le ocurrió que debía colocarse cerca de la punta, y podría haber fracasado por completo si no hubiera soñado que estaba construyendo una máquina de coser para un rey salvaje en un país extraño. Al igual que en su experiencia real de trabajo, estaba perplejo sobre el ojo de la aguja. Pensó que el rey le daba veinticuatro horas para completar la máquina y hacerla coser.  Si no la terminaba en ese tiempo, el castigo sería la muerte. Howe trabajó y trabajó, y se desconcertó, y finalmente se dio por vencido. Entonces pensó que lo llevaban para ejecutarlo. Se dio cuenta de que los guerreros llevaban lanzas atravesadas cerca de la cabeza. Al instante llegó la solución de la dificultad, y mientras el inventor pedía tiempo, se despertó. Eran las cuatro de la mañana. Saltó de la cama, corrió a su taller y, a las 9, ya había modelado burdamente una aguja con un ojo en la punta. Después de eso fue fácil. Esta es la historia real de un incidente importante en la invención de la máquina de coser.
A pesar de conseguir su patente, Howe tuvo considerables dificultades para encontrar inversores en Estados Unidos que financiaran la producción de su invento, por lo que su hermano mayor, Amasa Bemis Howe, viajó a Inglaterra en octubre de 1846 para buscar financiación. Amasa consiguió vender su primera máquina por 250 libras a William Thomas de Cheapside, Londres, que poseía una fábrica de corsés, paraguas y maletas. Elias y su familia se unieron a Amasa en Londres en 1848, pero tras las disputas comerciales con Thomas y el deterioro de la salud de su esposa, Howe regresó casi sin dinero a Estados Unidos. Su esposa Elizabeth, que precedió a Elias en su regreso a los Estados Unidos, murió en Cambridge, Massachusetts, poco después de su regreso en 1849.
A pesar de sus esfuerzos por vender su máquina, otros empresarios comenzaron a fabricar máquinas de coser. Howe se vio obligado a defender su patente en un litigio que duró desde 1849 hasta 1854 porque se encontró con que Isaac Singer con la colaboración de Walter Hunt había perfeccionado un facsímil de su máquina y lo vendía con el mismo pespunte que Howe había inventado y patentado. Ganó el litigio y obtuvo considerables regalías de Singer y otros por las ventas de su invento.
Howe contribuyó con gran parte del dinero que ganaba a proporcionar equipamiento al 17º Infantería Voluntaria de Connecticut del Ejército de la Unión durante la Guerra Civil, en la que Howe sirvió como soldado raso en la Compañía D. Debido a su débil salud, realizaba tareas ligeras, a menudo se le veía caminando con la ayuda de su shillelagh, y asumió el cargo de Jefe de Correos del Regimiento, cumpliendo su tiempo cabalgando hacia y desde Baltimore con noticias de guerra. Se alistó el 14 de agosto de 1862 y se licenció el 19 de julio de 1865.

## Participación en la invención de la cremallera
Howe recibió una patente en 1851 por un "Cierre automático y continuo de la ropa". Tal vez debido al éxito de su máquina de coser, no intentó comercializarla seriamente, perdiéndose el reconocimiento que de otro modo podría haber recibido.

## Vida posterior y legado

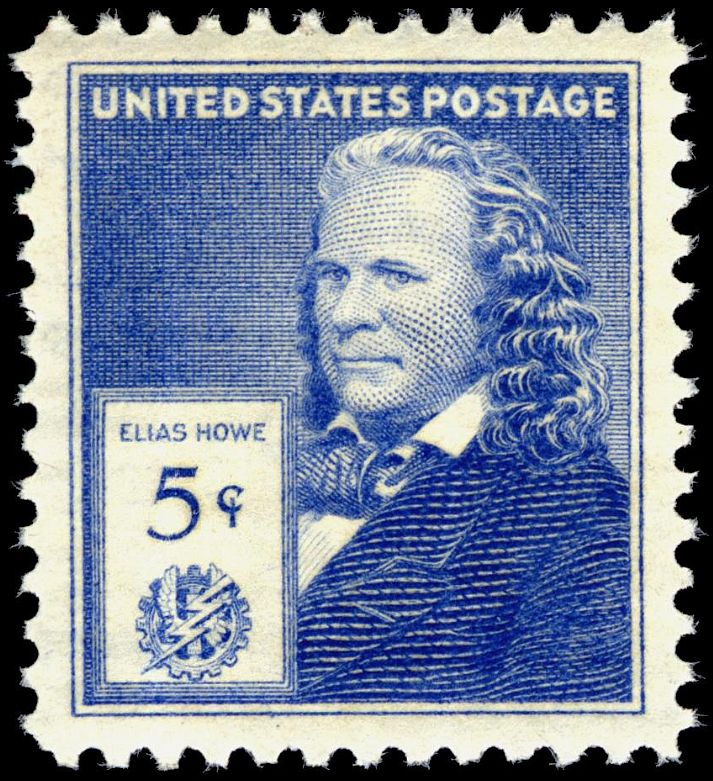
Sello conmemorativo de Howe, 1940

Entre 1854 y 1871/72, el hermano mayor de Elias, Amasa Bemis Howe (fallecido en 1868), y más tarde su hijo Benjamin Porter Howe, poseyeron y operaron una fábrica en la ciudad de Nueva York, produciendo máquinas de coser bajo el nombre de Howe Sewing Machine Co, que ganó una medalla de oro en la Exposición de Londres de 1862. Entre 1865 y 1867, el propio Elias estableció The Howe Machine Co en Bridgeport, Connecticut, que fue operada por los yernos de Elias, los hermanos Stockwell, hasta aproximadamente 1886. La máquina de coser de Elias Howe ganó una medalla de oro en la Exposición de París de 1867, y ese mismo año recibió la Légion d'honneur de Napoleón III por su invento. En 1873, Benjamin P. Howe vendió la fábrica y el nombre de Howe Sewing Machine Co, que fusionó las dos empresas.
Elias Howe murió a la edad de 48 años, el 3 de octubre de 1867, a causa de la gota y de un gran coágulo de sangre. Fue enterrado en el Cementerio de Green-Wood en Brooklyn, Nueva York. Su segunda esposa, Rose Halladay, que murió el 10 de octubre de 1890, está enterrada con él. Tanto Singer como Howe fueron multimillonarios.
Howe fue conmemorado con un sello de 5 centavos de la serie Famous American Inventors emitido el 14 de octubre de 1940.
La película de los Beatles de 1965 ¡Ayuda! está dedicada a su memoria.

En 2004 fue incluido en el Salón Nacional de la Fama de los Inventores de Estados Unidos.

## Elias Howe en la literatura
En el capítulo «Sueño creativo» del libro El método Silva de control mental, José Silva relata la manera en que un sueño que Howe tuvo influyó en el perfeccionamiento de su invención: 

Imagine lo que Freud diría acerca de este sueño: un hombre se encontraba en medio de la selva rodeado de salvajes. Se estaban acercando a él en actitud amenazadora, alzando y bajando sus lanzas. Cada lanza tenía un agujero en su punta. Cuando se despertó, vio su sueño como la respuesta a un problema que había obsesionado su trabajo: cómo diseñar una máquina de coser. Podía hacer que la aguja subiera y bajara, pero no que cosiera... hasta que su sueño le dijo que hiciera un agujero en la punta. El hombre era Elias Howe, inventor de la primera máquina de coser práctica.